# Eger (Hongarije)
Eger (Latijn: Agria; Turks: Eğri; Duits: Erlau) is een stad in het noorden van Hongarije. Het is de hoofdstad van het comitaat Heves, waar Eger als "stad met comitaatsrecht" zelf geen deel van uitmaakt. Eger telt 51.168 inwoners (2021) en ligt ten oosten van het Mátragebergte en iets ten zuidwesten van het Bükkgebergte, zo'n 110 km ten oostnoordoosten van Boedapest. De stad is vooral bekend vanwege haar burcht, haar thermaalbaden, haar historische gebouwen, waaronder een Ottomaanse minaret, en een van de bekendste rode wijnen van Hongarije, de egri bikavér ("Stierenbloed van Eger").

## Geschiedenis

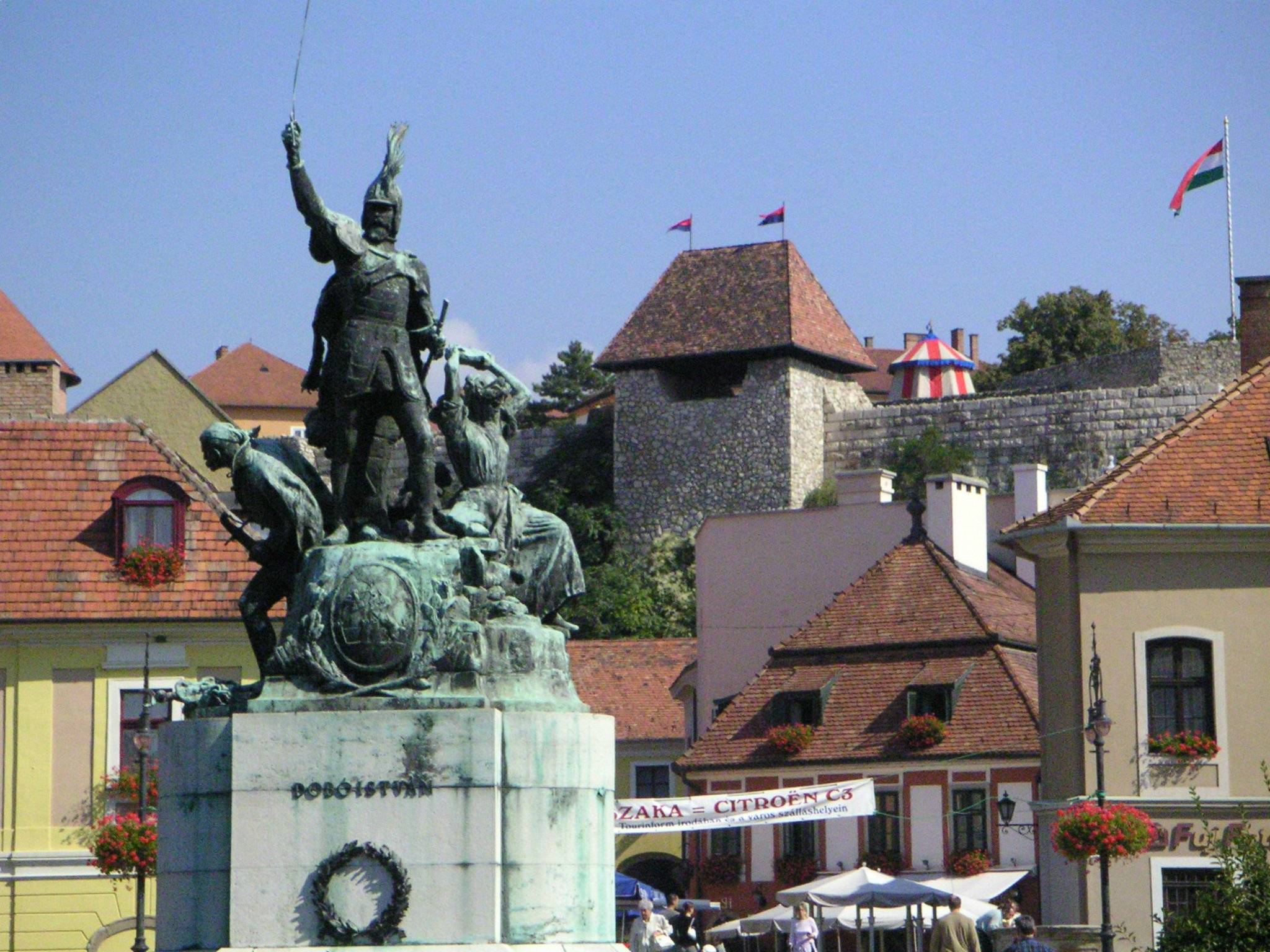
Burcht van Eger en het standbeeld van István Dobó

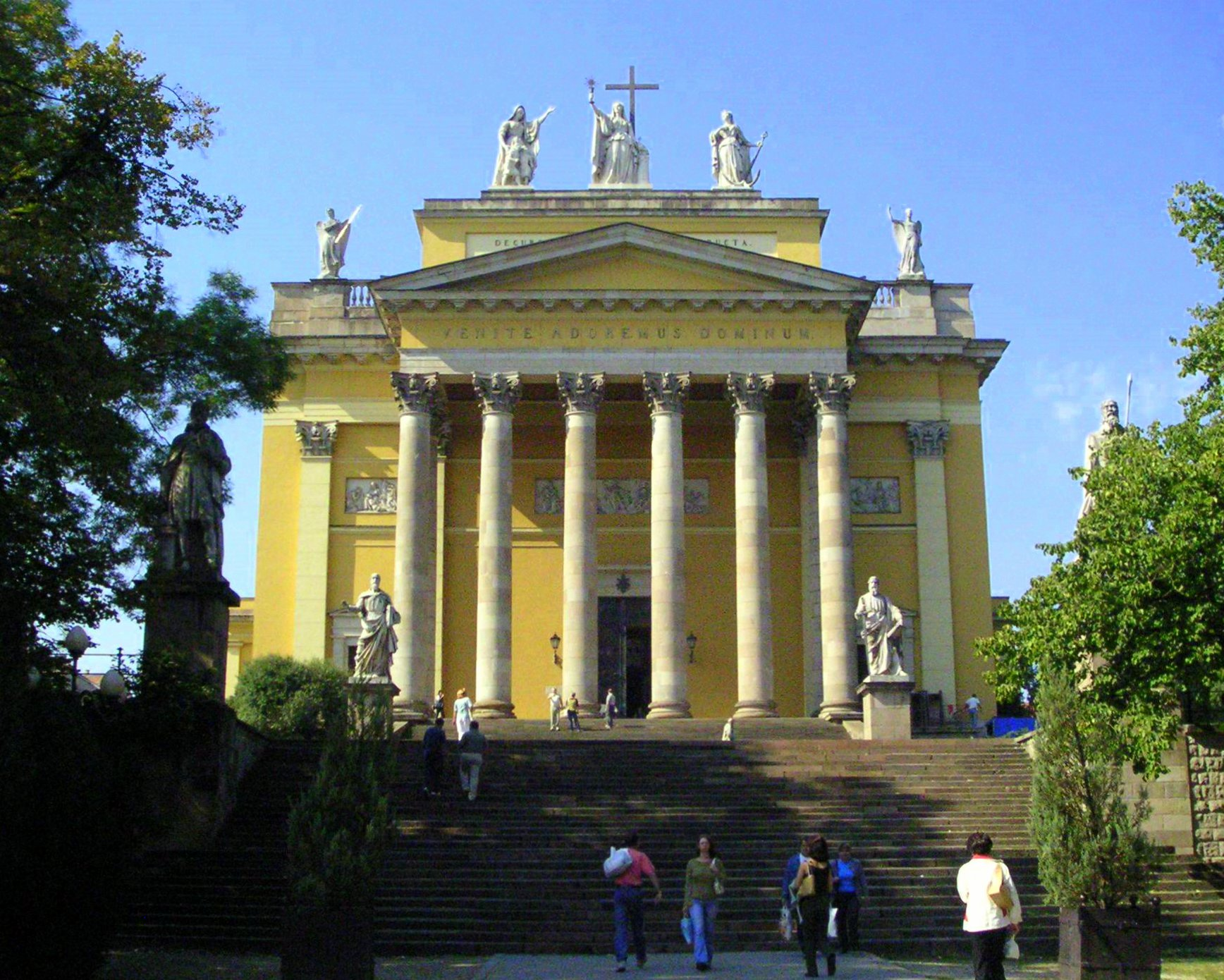
Kathedrale basiliek van Eger

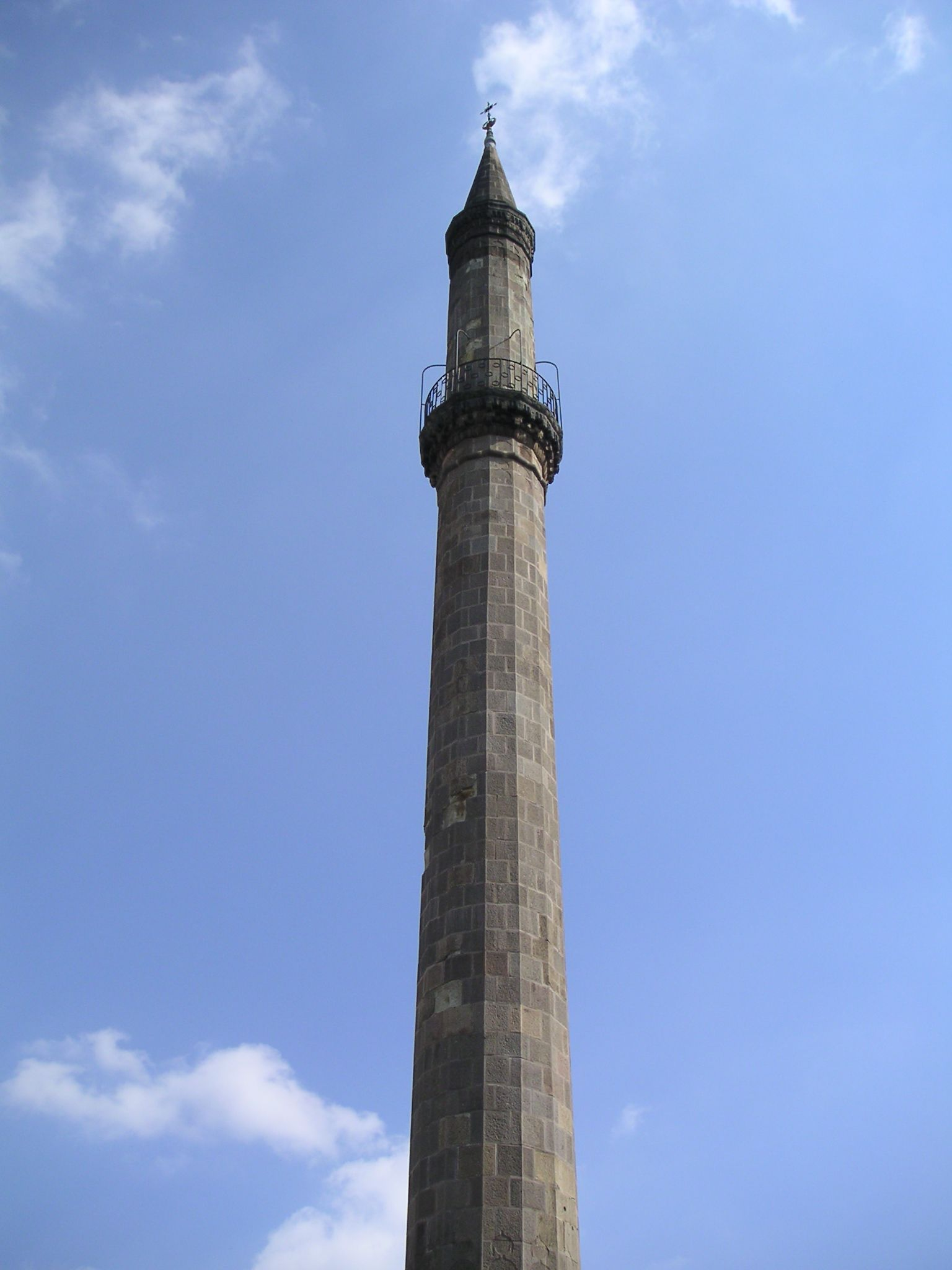
Minaret van Eger

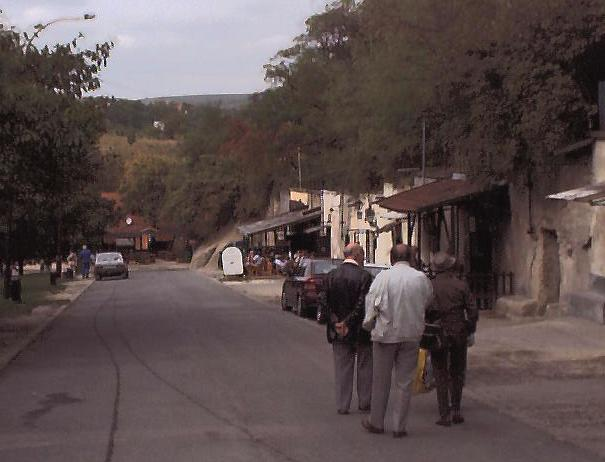
Szépasszonyvölgy (vallei van de prachtige vrouwen)

Eger wordt al bewoond sinds de steentijd. Gedurende de middeleeuwen werd het gebied bewoond door Duitsers, Avaren en Slavische stammen. De Hongaren bewonen het gebied sinds de tiende eeuw. Stefanus I (997-1038), de eerste christelijke koning van Hongarije stichtte een bisdom in Eger. De eerste kathedraal van Eger werd gebouwd op de burchtheuvel, waar later de burcht van Eger werd gebouwd. De stad is gebouwd rondom deze eerste kathedraal en is sindsdien een belangrijk religieus centrum gebleven.
Tijdens de invasie van de Mongolen in 1241 werd Eger verwoest. Daarna werd ze de stad herbouwd en in 1261 van een omwalling voorzien. De veertiende tot de zestiende eeuw waren een welvarende tijd voor Eger. De wijnbouw, waar de stad beroemd om is, werd in die tijd steeds belangrijker en gedurende de regeerperiode van koning Matthias (1458-1490), toen de renaissance ook zijn stempel begon te drukken op de Hongaarse cultuur, lieten de bisschoppen van Eger een nieuw bisschoppelijk paleis bouwen. Ook de kathedraal werd vernieuwd.
Gedurende de Ottomaanse bezetting van Hongarije, werd Eger een belangrijk grensbastion voor koninklijk Hongarije. In 1552 werd de stad door een grote Turkse legermacht omsingeld. Onder leiding van István Dobó vochten de verdedigers van de burcht (2100 mensen, inclusief vrouwen en kinderen) succesvol tegen een overmacht van 80.000 Ottomaanse soldaten. Voor de meeste Hongaren is deze overwinning bekend van de roman Egri csillagok ("De sterren van Eger") van de negentiende-eeuwse Hongaarse schrijver Géza Gárdonyi. De naam van de bekende wijn uit Eger, egri bikavér, is aan zijn verhaal over de slag te danken.
In 1596 lukte het de Ottomanen met een groter leger om kapitein Nyáry van Eger, nadat de burcht zes dagen belegerd was geweest, tot overgave te dwingen. Eger viel voor tachtig jaar onder Ottomaanse heerschappij en werd de hoofdstad van een Ottomaanse vilajet. De Ottomanen herbouwden de burcht, veranderden de kerken in moskeeën en bouwden openbare badhuizen en minaretten, waarvan er één bewaard gebleven is. Nadat de Ottomanen hadden geprobeerd om Wenen te veroveren verdreven de Habsburgers, die het niet-Ottomaanse deel van Hongarije bestuurden, de Ottomanen uit het land. Het christelijke leger onder leiding van Karel IV van Lotharingen veroverde de burcht van Boeda in 1686 en hongerde de burcht van Eger uit, totdat die zich in 1687 overgaf.
Daarna begon Eger weer op te bloeien. De bisschoppen vorderden de stad terug, waardoor vele protestantse inwoners de stad verlieten. Gedurende de Hongaarse onafhankelijkheidsoorlog tegen de Habsburgers tussen 1703 en 1711 steunde de stad vorst Frans II Rákóczy, maar het keizerlijke leger versloeg de Hongaren en niet snel hierna leed Eger onder de pest.
Gedurende het begin van de achttiende eeuw trokken veel mensen naar Eger en tussen 1725 en 1750 steeg het inwoneraantal van 6000 naar 10.000. Nieuwe gebouwen werden gebouwd in de barokstijl, inclusief een nieuwe kathedraal, het bisschoppelijk paleis, het comitaathuis, het college (nu genaamd het Eszterházycollege, naar de oprichter) en meerdere kerken. Ook werden de moskeeën omgebouwd tot katholieke kerken.
De negentiende eeuw begon met rampen. Een brand vernielde de helft van de stad in 1800 en de zuidelijke muur van de burcht stortte in 1801 in, waardoor meerdere huizen werden vernield. In 1804 kwam alle macht in Eger in handen van de aartsbisschop. De stad vocht om los te komen van de heerschappij van de aartsbisschop, maar de macht van de kerk was te groot en de aartsbisschop bleef de eigenaar van de stad. In 1827 werd het grootste deel van het stadscentrum verwoest door een brand en vier jaar later stierven er 200 mensen door een epidemie.
De inwoners van Eger hadden een belangrijk aandeel in de revolutie van 1848. Ook al werd de revolutie onderdrukt, de tijd van landeigenaren en lijfeigenen was voorbij en in 1854 werd Eger bevrijd van de heerschappij van de aartsbisschop. Helaas voor Eger was de aanleg van de spoorlijn van Boedapest naar Miskolc al voltooid, zodat de ten zuiden gelegen kleinere stad Füzesabony de rol van spoorwegknooppunt op zich nam.
Na de Eerste Wereldoorlog kwam de economie langzaam op gang, maar vanaf 1925 werden er nieuwe gebouwen gebouwd. Gárdonyi's roman Egri csillagok uit 1899 zorgde ervoor dat Eger een populaire toeristenattractie werd en er werd begonnen met de archeologische blootlegging van de burcht. 
Tijdens de Tweede Wereldoorlog hadden het terugtrekkende nazileger en het opkomende Sovjetleger beide hun effecten op de stad, maar er waren geen bombardementen.
In 1968 kreeg de barokke binnenstad een beschermde status, waarna Eger de vestigingsplaats werd van de Hongaarse afdeling van de internationale monumentenorganisatie ICOMOS. Nog steeds is Eger een populaire toeristenbestemming.

## Wijken
AlmagyarDeze heuvel in het oostelijk deel van de stad, nabij de burcht is een van de chicste delen van Eger. In het zuidelijke deel bevinden zich enkele gebouwen van het Eszterházycollege.
AlmárDit is het noordelijkste deel van de stad en hier bevinden zich vooral vakantiehuisjes.
Belváros (stadscentrum)Het centrum van Eger wordt dikwijls "de Barokke parel van Europa" genoemd. Je vindt hier het Dobóplein; het belangrijkste plein van de historische stad, omgeven met Barokke huizen en de St. Anthoniuskerk. Andere historische bouwwerken zijn de kathedraal en het lyceum.
BervaEen woonwijk
Burcht van EgerHet oudste en beroemdste deel van Eger
Cifra hóstyaDeze wijk ten noorden van het stadscentrum staat bekend om zijn kleine huisjes en smalle eenrichtingsverkeerstraten. Hier bevindt zich ook het brandweermuseum.
CsákóDit is een tuindorp met grotere huizen, ten oosten van het treinstation.
Érsekkert (tuin van de aartsbisschop)Het grootste park van Eger met sportfaciliteiten, een klein meer en een fontein.
FelnémetDit dorp werd door Eger geannexeerd in de tweede helft van twintigste eeuw en heeft nog steeds een dorpse uitstraling.
Felsőváros (buitenwijk, vroeger de woonwijk Cheboksary)De grootste woonwijk van Eger staat vol met betonnen flatgebouwen van vier tot tien verdiepingen en huisvest een derde van de stadsbevolking. Er bevinden zich hier drie middelbare scholen.
HajdúhegyDit is een tuindorp, wat lijkt op de chique wijk Almagyar
Hatvani hóstyaDeze wijk wordt doorsneden door de autosnelweg 25. Het stadion van Eger en de protestante kerk bevinden zich in deze wijk.
IndustiegebiedDit deel ligt ten oosten van Lajosváros en er bevinden zich veel multinationals.
Károlyváros (Karelstad)Dit is een van de grootste wijken van Eger en ligt ten westen van het stadscentrum. Hier bevindt zich de tabaksfabriek, de Medische Hogeschool en de garnizoensplaats van Dobó István.
Lajosváros (Lodewijkstad)Dit is een wijk in het zuidelijke deel van de stad. Er bevinden zich hier veel lagerescholen en studentenhuizen. De wijk bestaat verder vooral uit alleenstaande huizen.
Maklári hóstya, TihamérDit district is een van de snelst ontwikkelde delen van de stad. Er bevinden zich hier openbare zwembaden.
PásztorvölgyEen tuindorp
Rác hóstyaNog een tuindorp, ten westen van Felsőváros
Szépasszonyvölgy ("vallei van de prachtige vrouwen")Dit is een van de beroemdste delen van Eger en van het omringende wijngebied. Het is erg toeristisch. Szépasszonyvölgy is het bekendst van de wijnkelders die zich hier op grote schaal bevinden. Men kan hier wijn proeven en direct van de wijnboeren (los of in een fles) wijn kopen. Soms kan men 'genieten' van licht geoxideerde wijn, een fout die men vooral bij witte wijn tegenkomt, en die zich naast de smaakverandering door een te donkergele kleur verraadt.
TetemvárNog een tuindorp. Volgens de legendes werden hier in 1552 dode Ottomaanse soldaten verbrand. De Nederlandse betekenis van Tetemvár is daarom ook "burcht van de lijken".
VécseyvölgyEen tuinstad met een kleine ongeasfalteerde landingsbaan, die alleen wordt gebruikt door sportvliegers.

## Wijnen van Eger
Al eeuwen genieten de wijnen van Eger grote bekendheid. Dat geldt zeker voor Egri Bikavér. Ook Medoc noir, Egri leányka, Grand burgundy en Kadarka zijn belangrijk voor de streek.
De voornaamste witte druivensoorten zijn Rizlingszilváni en Olaszrizling. Van de blauwe druiven zijn het Cabernet Sauvignon, Cabernet Franc, Merlot, Kékfrankos, Kékoportó, Zweigelt en Blauburger.

## Bezienswaardigheden
- Egri Road Beatles Múzeum, museum over The Beatles
- Burcht van Eger: burcht met aflossing van de wacht, onderaardse gangen en wapenmuseum
- Kathedraal
- Ottomaanse minaret: een van de drie nog bestaande in Hongarije, met een hoogte van 35 meter.
- Szépasszonyvölgy: de "vallei van de mooie vrouwen".
- Dobóplein
- Lyceum met camera obscura en oude astronomische instrumenten.

## Partnersteden
- Esslingen am Neckar (Duitsland)
- Gainesville (Verenigde Staten)
- Gheorgheni (Roemenië)
- Kutná Hora (Tsjechië)
- Mâcon (Frankrijk)
- Pamukkale (Turkije)
- Pori (Finland)
- Przemyśl (Polen)
- Tsjeboksary (Rusland)

## Geboren
- György Piller (1899–1960), schermer
- István Hevesi (1931–2018), waterpoloër
- Norbert Madaras (1979), waterpoloër
- Anna Gyarmati (1993), snowboardster
- László Deák (1891-1946), Hongaarse officier

## Boek
- Géza Gárdonyi, De sterren van Eger (vert. Henry Kammer, oorspr. titel Egri csillagok), Amsterdam:Loeb 1982.

Stad met comitaatsrecht (megyei jogú város): Eger

Steden (város): Bélapátfalva · Füzesabony · Gyöngyös · Gyöngyöspata · Hatvan · Heves · Kisköre · Lőrinci · Pétervására · Verpelét

Vlekken (nagyközség): Kál  · Parád  · Recsk

Overige gemeenten (község): Abasár · Adács · Aldebrő · Andornaktálya · Apc · Átány · Atkár · Balaton · Bátor · Bekölce · Besenyőtelek · Boconád · Bodony · Boldog · Bükkszék · Bükkszenterzsébet · Bükkszentmárton · Csány · Demjén · Detk · Domoszló · Dormánd · Ecséd · Egerbakta · Egerbocs · Egercsehi · Egerfarmos · Egerszalók · Egerszólát · Erdőkövesd · Erdőtelek · Erk · Fedémes · Feldebrő · Felsőtárkány · Gyöngyöshalász · Gyöngyösoroszi · Gyöngyössolymos · Gyöngyöstarján · Halmajugra · Heréd · Hevesaranyos · Hevesvezekény · Hort · Istenmezeje · Ivád · Kápolna · Karácsond · Kerecsend · Kisfüzes · Kisnána · Kömlő · Kompolt · Ludas · Maklár · Markaz · Mátraballa · Mátraderecske · Mátraszentimre · Mezőszemere · Mezőtárkány · Mikófalva · Mónosbél · Nagyfüged · Nagykökényes · Nagyréde · Nagytálya · Nagyút · Nagyvisnyó · Noszvaj · Novaj · Ostoros · Parádsasvár · Pély · Petőfibánya · Poroszló · Rózsaszentmárton · Sarud · Sirok · Szajla · Szarvaskő · Szentdomonkos · Szihalom · Szilvásvárad · Szúcs · Szűcsi · Tarnabod · Tarnalelesz · Tarnaméra · Tarnaörs · Tarnaszentmária · Tarnaszentmiklós · Tarnazsadány · Tenk · Terpes · Tiszanána · Tófalu · Újlőrincfalva · Vámosgyörk · Váraszó · Vécs · Visonta · Visznek · Zagyvaszántó · Zaránk